# 上柚木公園

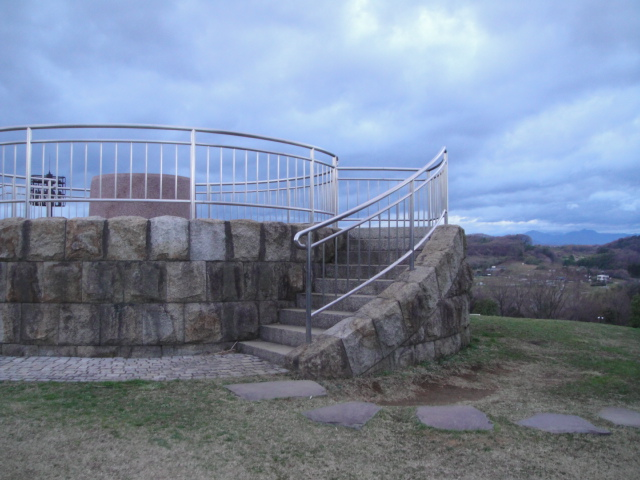
上柚木公園内の展望台

上柚木公園（かみゆぎこうえん）は、東京都八王子市上柚木に所在する市立公園。指定管理者である(公財)八王子市学園都市文化ふれあい財団が管理している。

## 概要
多摩ニュータウン造成の際に作られた公園で「上柚木地区』『中央地区」「郷戸地区」の3つのエリアに区分されており、総面積は約21.2ヘクタール。公園内には陸上競技場や野球場、テニスコートなどがあり大会などにもよく使われている。公園内の展望台では多摩ニュータウン西部を一望できる。

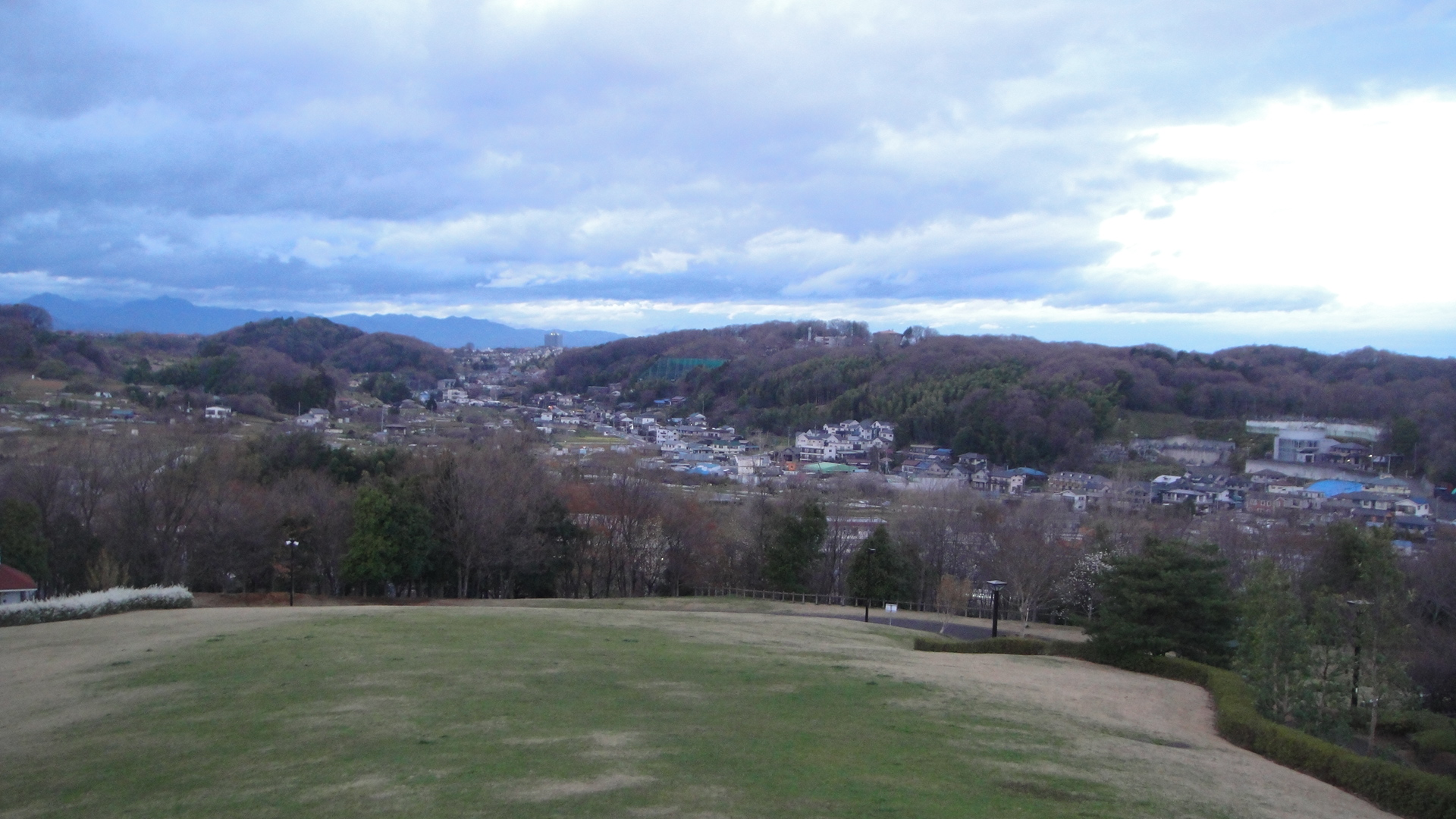
展望台から見た北方向
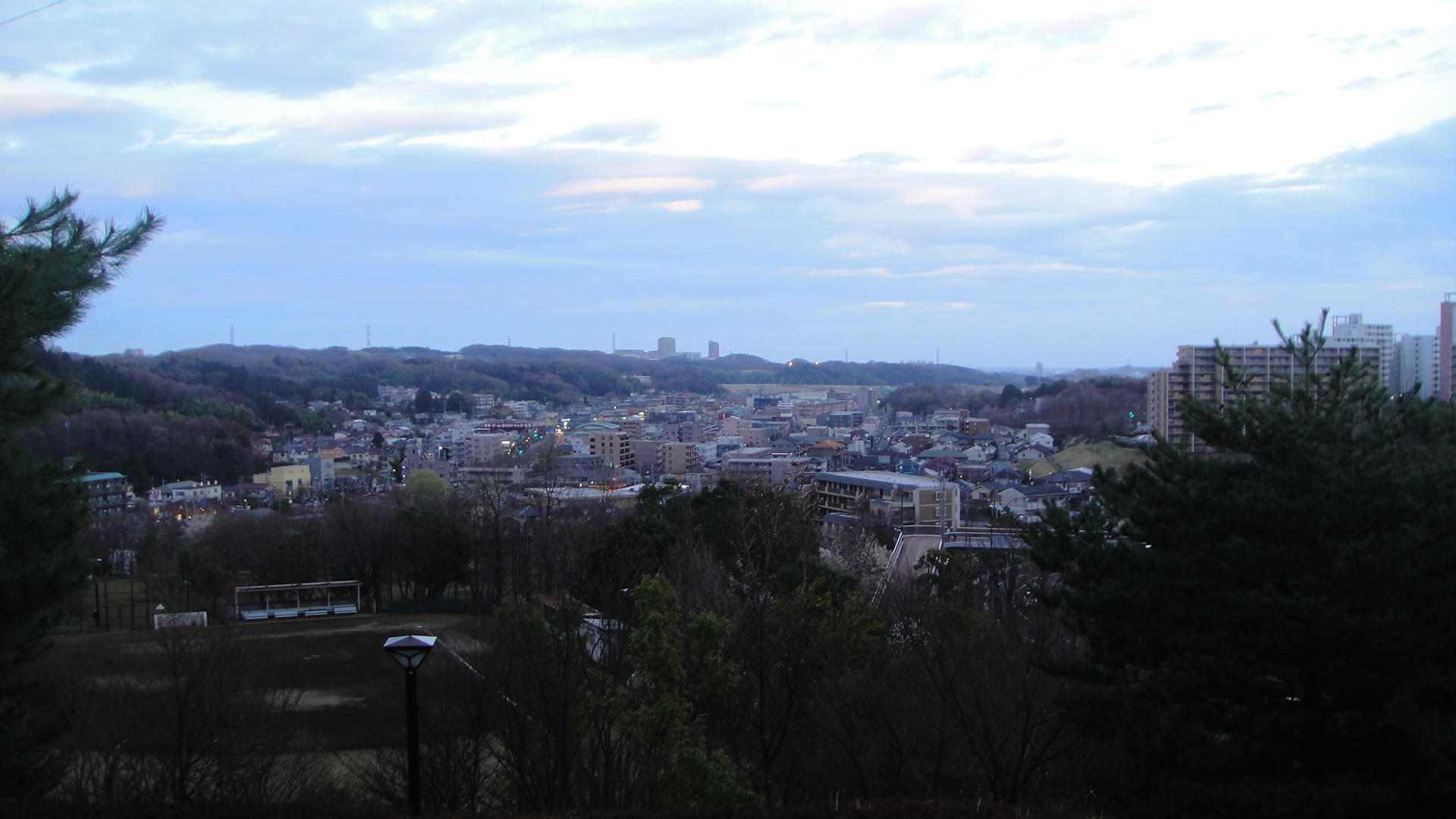
展望台から見た東方向 また、下に見えるのはソフトボール場

## 施設

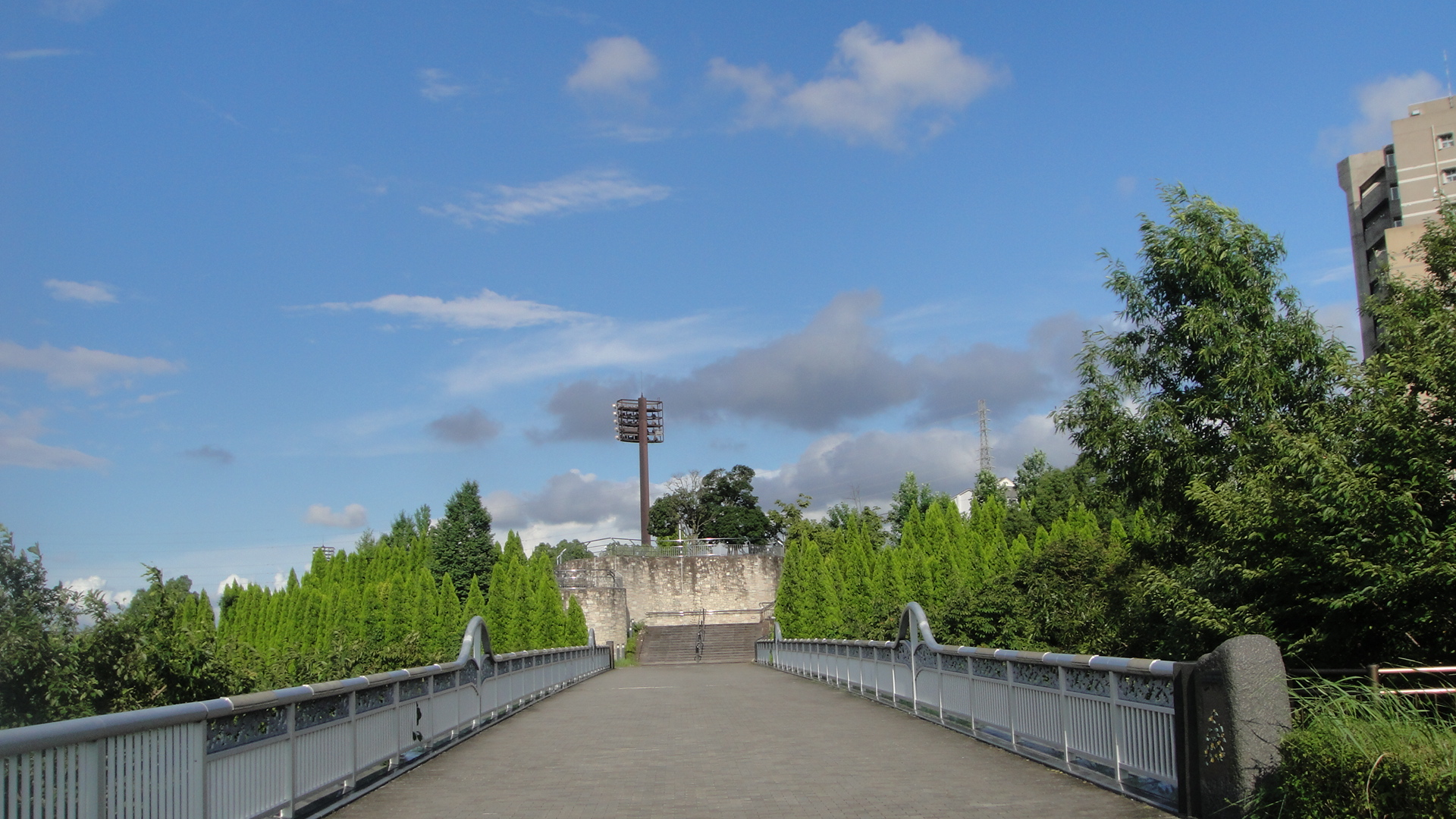
山吹橋

- テニスコート（人工芝）8面
- ゲートボール場
- 上柚木公園野球場
- 上柚木公園陸上競技場
- ソフトボール場
- 児童遊園
- 多目的広場
- 展望広場
- 駐車場
- 山吹橋

## アクセス
- 常時開園、入園料無料。
- 南大沢駅より徒歩15分。
- 京王相模原線・南大沢駅4番バスのりばから、京王バス南「（北03・04）北野駅」行または「（八60・61）八王子駅南口」行で「陸上競技場前」又は「上柚木公園」を下車した正面。

## 駐車場

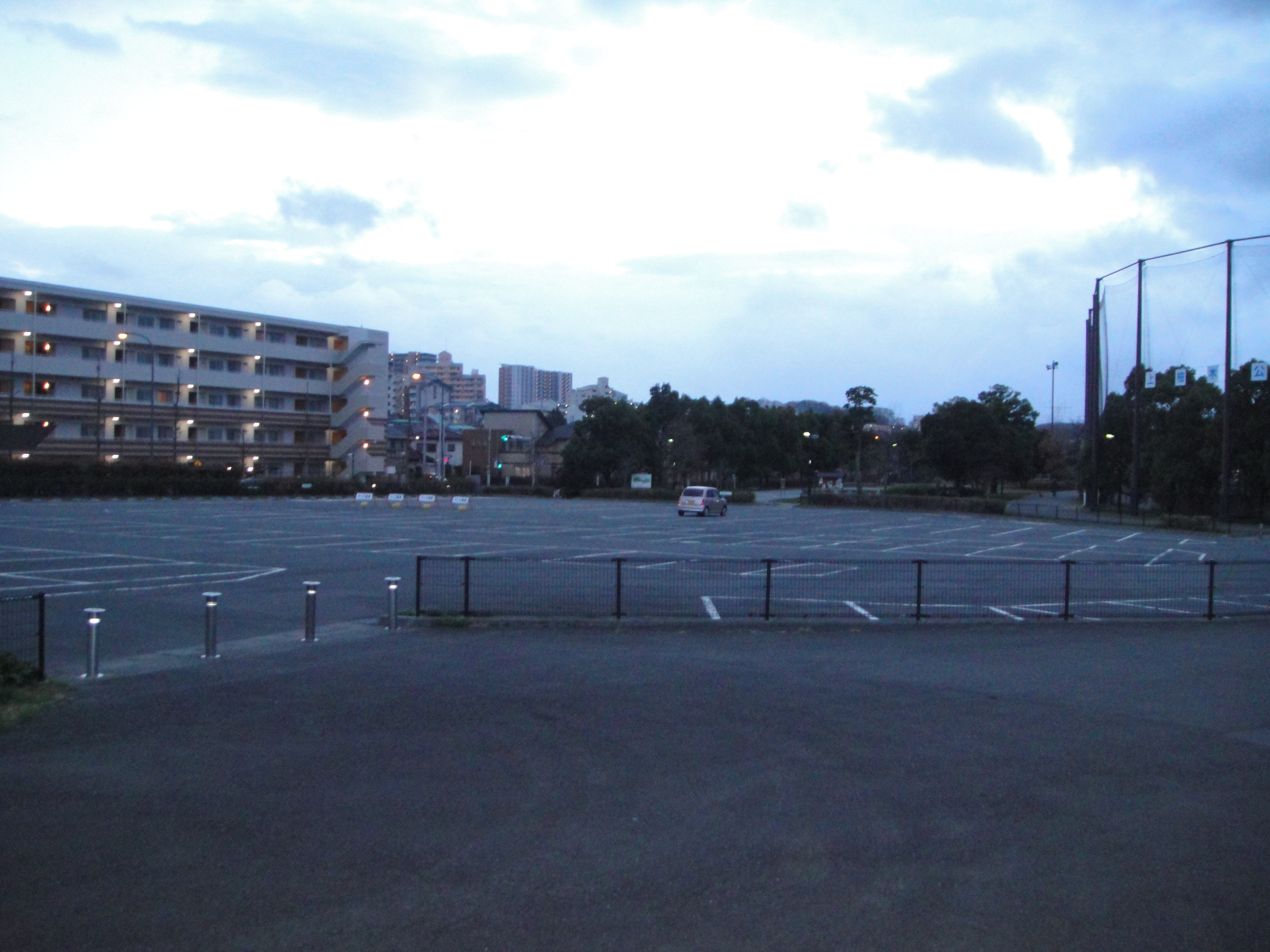
上柚木公園第6駐車場

駐車場は公園内に7ヶ所あり、第6駐車場には約150台が駐車でき、第1駐車場から第7駐車場では合計約270台が駐車できるが休日や大会時には満車となる事も少なくない。

## 関連事項
- 上柚木公園野球場
- 上柚木公園陸上競技場
- 多摩ニュータウン